# Tim Densham
Tim Densham (Warwick; 31 de marzo de 1955) es un exingeniero británico de Fórmula 1. Recientemente fue el jefe de diseño del equipo Renault.

## Biografía
Densham comenzó su carrera en el automovilismo en Team Lotus, el mejor equipo en ese momento, y comenzó a trabajar en Ketteringham Hall con Colin Chapman. Densham pronto fue ascendido al puesto de ingeniero de carreras, donde trabajó con Elio De Angelis en 1984 y con Johnny Dumfries al año siguiente. Luego pasó a trabajar con Satoru Nakajima cuando el equipo consiguió motores Honda en 1986. Lejos de las pistas de carreras, hizo mucho trabajo de prueba con Ayrton Senna y Nelson Piquet y, finalmente, se convirtió en ingeniero jefe asistente a cargo del departamento de investigación y desarrollo de Team Lotus. Sin embargo, el equipo Lotus estaba plagado de problemas financieros, por lo que en 1990 Densham decidió seguir adelante y encontró un trabajo en Brabham.
Volvió a trabajar como diseñador y fue ingeniero de carrera de Stefano Modena en 1990 y de Mark Blundell en 1991. Cuando Sergio Rinland dejó el equipo a fines de 1991, Densham fue nombrado diseñador jefe del proyecto BT61, pero el equipo quebró, por lo que cerró a mitad de temporada y el nuevo monoplaza nunca se construyó. A fines de 1992, Densham se unió a Tyrrell como ingeniero de diseño. Pronto regresó al equipo de carreras como ingeniero de carrera de Andrea De Cesaris, Mark Blundell (nuevamente) y Ukyo Katayama, a quien dirigió en 1995 y 1996.
Sin embargo, a principios de 1998, Densham decidió que ya no quería asistir a las carreras como lo había hecho en el pasado y pasó al equipo de pruebas. A mitad de temporada, dejó Tyrrell en silencio y poco después comenzó a trabajar en un centro de diseño secreto en Leatherhead, Surrey, en el chasis de Honda. Este fue construido por Dallara en Italia y corrió por primera vez en diciembre con Jos Verstappen al volante. La muerte de Harvey Postlethwaite en 1999 provocó que Honda cancelara el programa y Densham fue contratado para ser el diseñador jefe de Benetton. Dirigió el departamento de ingeniería que diseñó el Benetton-Playlife B200 y permaneció en el equipo después de que Renault Sport se hiciera cargo de él.
Con Renault, los monoplazas diseñados por Densham ganaron títulos consecutivos de pilotos y constructores en 2005 y 2006 y fueron uno de los equipos más competitivos a mediados y finales de la década de 2000. En 2011, Densham dejó Renault y se retiró de la Fórmula 1.